# Marcella van der Weg
Marcella van der Weg (1963 - 12 november 2017) was een Amsterdams journaliste.

## Biografie
Van der Weg studeerde in 1990 af aan de School voor Journalistiek in Utrecht. Daarna studeerde ze enige tijd geschiedenis aan de Universiteit Leiden. Vervolgens ging ze als freelancer werken voor de Volkskrant waar ze haar latere man, de journalist Erik Spaans, leerde kennen. Vervolgens werkte ze, ook freelance, voor het Het Parool. Vanaf 1998 was ze medewerkster van Ons Amsterdam; daar verzorgde zij van 2002 tot 2013 de rubriek 'Vaste route' waarbij ze met bekende Amsterdammers door haar stad liep. Veel van haar journalistieke werk werd gebundeld, bijvoorbeeld in  Stadsgezichten uit 1999. Ze was recensente van thrillers en detectives en had verschillende malen zitting in de jury van De Gouden Strop. Ze was (co-)auteur van enkele boeken, waaronder over de bekende Albert Cuypmarkt.
Van der Weg overleed, nadat in 2013 bij haar kanker was geconstateerd, in 2017 op 54-jarige leeftijd.